# (138628) 2000 QM251
(138628) 2000 QM251, também escrito como (138628) 2000 QM251, é um objeto transnetuniano (TNO). O mesmo possui uma magnitude absoluta (H) de 7,1 e, tem um diâmetro com cerca de 167 km, por isso existem poucas chances que possa ser classificado como um planeta anão, devido ao seu tamanho relativamente pequeno.

## Descoberta
(138628) 2000 QM251 foi descoberto no dia 25 de agosto de 2000 por Marc W. Buie.

## Órbita
A órbita de (138628) 2000 QM251 tem uma excentricidade de 0.265, possui um semieixo maior de 45,052 UA e um período orbital de cerca de 302 anos. O seu periélio leva o mesmo a uma distância de 32,901 UA em relação ao Sol e seu afélio a 57,202 UA.